# 振姬
振姬（ふりひめ，1580年—1617年），號正親院（しょうせいいん），德川家康三女，母親為側室於竹之方（良雲院）。
1596年，與蒲生秀行結婚，兩人之間生下兩男一女。起初蒲生家在蒲生氏鄉過世後，遺孀冬姬拒絕成為豐臣秀吉側室，因此領地從會津九十二萬石大大被減為宇都宮十八萬石。關原之戰後，由於振姬是家康之女的關係，蒲生家再次回復會津領地，增加至六十萬石。
1612年，蒲生秀行過世，年僅三十歲。年紀才十歲的忠鄉繼承家業，因為還很小，因此多由母親振姬主持家事。振姬與蒲生家重臣岡重政有所對立，心有不滿，便請父親家康處份他。家康將重政召到駿府城，調查一番後處以死刑。這是振姬介入政治的事件，後來重政被留下的文件相當少，不過可以確定的是蒲生家並沒有因為把重政處死而減少紛爭。
1616年，振姬被父親安排改嫁給淺野長晟為妻，第二年生下嫡子淺野光晟。但是因為產後失調（一說難產），不治身亡，年三十七歲。法名松清院殿英譽杲悅善芳大姊，有多處墓地。